# (6353) Semper
(6353) Semper (3107 T-3) – planetoida z pasa głównego asteroid okrążająca Słońce w ciągu 5,45 lat w średniej odległości 3,1 j.a. Odkryta 16 października 1977 roku.